# Amarant d'Alexandria
Amarant o Amarantos d'Alexandria (en grec Ἀμάραντος) va ser un escriptor grec nascut a Alexandria.
Va escriure un comentari sobre els Idil·lis (Εἰδύλλια) de Teòcrit de Siracusa i un treball anomenat περὶ σκηνῆς. Sobre l'època en què va viure, només se sap que era posterior al rei Juba de Numídia.